# Nguyễn Linh Nga
Nguyễn Linh Nga (sinh ngày 3 tháng 1 năm 1982) là một nữ đạo diễn điện ảnh người Việt. Cô được biết tới qua các tác phẩm phim mang chủ đề về con người Việt Nam với phong cách phân tích tâm lý nhân vật. Cô là đạo diễn của Inside this peace, bộ phim về nạn nhân chất độc da cam được trình chiếu khắp nước Mỹ và đoạt các giải quan trọng như giải "Phim tài liệu xuất sắc" tại Liên hoan phim Phụ nữ California 2019, giải "Huân chương danh dự" tại Liên hoan phim Impact DOCs Awards 2019 và nhận đề cử giải "Phim tài liệu xuất sắc" của Liên hoan phim Action On Film International Film Festival của Mỹ. Ngoài ra, Linh Nga cũng đoạt nhiều giải thưởng điện ảnh khác và là nhà thành lập hãng phim 9669 Films, LLC.

## Thân thế
Linh Nga sinh ra trong một gia đình có truyền thống âm nhạc và nghệ thuật. Cha cô, ông Nguyễn Duy Quang là một nhạc sĩ, ca sĩ. Mẹ cô, bà Lê Thị Bích Thủy là một cựu ca sĩ dòng nhạc thính phòng. Anh trai duy nhất của cô, Nguyễn Duy Linh, là một biên đạo múa, diễn viên múa chuyên nghiệp.
Linh Nga phát huy tài năng ca hát và âm nhạc từ khi nhỏ. Năm 5 tuổi, cô lên sân khấu lần đầu tiên trong một trích đoạn ảo thuật thôi miên của ảo thuật gia Thế Hiển đoàn ca múa nhạc Nam Định.

## Sự nghiệp
Năm 1992, tại Hà Nội, gia cảnh nghèo khó, cha mẹ ly thân, Linh Nga và gia đình trải qua thời kỳ khó khăn Năm 1992, Linh Nga thi đậu trường Cao đẳng Múa Việt Nam với số điểm thủ khoa và theo học tại trường hơn 7 năm với một thành tích học tập cao. Cô từng đại diện cho một trong ba học sinh ưu tú nhất của nhà trường tham gia trong vở kịch múa Romeo và Juliet của đoàn nghệ thuật múa Lyon, Pháp và từng đi lưu diễn kịch múa xuyên Việt trong thời gian này. Năm 1999, cô tốt nghiệp trường Cao đẳng Múa Việt Nam, chuyên ngành ba lê với số điểm 10 cho 4/4 môn thi, đạt danh hiệu thủ khoa xuất sắc toàn khóa.
Linh Nga từng tham gia chụp hình mẫu cho nhiều tờ báo có tên tuổi trong thời kỳ những năm 1998-2002 như Báo Người Đẹp, Thể thao Văn Hóa, Người Hà Nội, Mốt, Báo Tiền Phong..., từng là người mẫu của nhiều nhiếp ảnh gia nổi danh Việt Nam như Ngô Lịch, Quang Phùng, Trọng Thanh. Linh Nga cũng là một trong những thành viên ban đầu của nhóm nhạc 5 Dòng Kẻ.
Năm 1998, Linh Nga nhận lời mời đóng phim truyền hình đầu tiên "Khoảng cách" của đạo diễn Bạch Diệp và đã gây sự chú ý với khán giả Việt Nam nói chung bởi gương mặt buồn và phong cách diễn chuyên nghiệp. Cũng từ sự kiện này, cô chuyển hướng, bỏ nghề múa mà cô đã dày công khổ luyện để bước chân vào Điện ảnh. Năm 2000, cô thi vào trường Sân khấu và Điện ảnh Hà Nội, khoa Đạo diễn Điện ảnh. Ở kỳ thi tốt nghiệp, cô đạt điểm số cao nhất của kỳ thi, ghi kỷ lục trong lịch sử của trường. Cả năm Ban giám khảo, vốn là những nhà làm phim kỳ cựu của Điện ảnh Việt Nam như đạo diễn Nguyễn Khắc Lợi, đạo diễn Nguyễn Xuân Sơn, đạo diễn Hà Sơn, đạo diễn Vũ Châu, đạo diễn Lê Đăng Thực đã chấm cô 4 điểm 10 và 1 điểm 9,5.
Sau trục trặc trong đời sống riêng tư, Linh Nga đi du học tại Mỹ và thi đậu vào Cao học sản xuất phim chuyên sâu về thiết kế âm thanh cho phim (MFA of film production with Sound Design emphasis) tại trường Đại Học Chapman University Mỹ. Ngoài công việc với điện ảnh, Linh Nga cũng làm Phát thanh viên cho Đài truyền hình Vietface TV của Trung tâm Thúy Nga.

## Lập hãng phim riêng
Vào tháng 5 năm 2014, Linh Nga tốt nghiệp trường đại học Chapman với tấm bằng Thạc sĩ về sản xuất phim chuyên sâu về âm thanh. Cùng thời điểm này, cô đã thành lập một hãng phim độc lập tại Hoa Kỳ lấy tên 9669films, LLC.
Năm 2015, Linh Nga và công ty 9669films khởi quay bộ phim ngắn hành động hài "What's the good of being good?". Bộ phim phát hành chính thức ngày 02 tháng 11 năm 2017.

## Làm phim tài liệu về nạn nhân chất độc da cam tại Mỹ
Đầu năm 2019, bộ phim Inside this peace do Linh Nga và hãng phim 9669 films của cô sản xuất có nội dung về nạn nhân chất độc da cam đã đoạt giải "phim tài liệu dài xuất sắc" tại Liên hoan Phim Phụ Nữ California (tiếng Anh: California Women's Film Festival 2019). Sau đó, Inside this peace tiếp tục đoạt "Huân Chương Danh Dự" từ Liên hoan phim Mang tầm ảnh hưởng của Mỹ (tiếng Anh: Impact DOCs Awards 2019), và được đề cử trong top 6 phim tài liệu cho giải "Phim Tài liệu Xuất Sắc" của Liên hoan Phim Hành Động Điện ảnh quốc tế (tiếng Anh: Action On Film International Festival 2019). Bộ phim có thời lượng 60 phút, nội dung về nạn nhân chất độc da cam/dioxin sống tại Việt Nam."Inside this peace" được trình chiếu và chính thức trao giải thưởng tại rạp Promenade Playhouse Performing Arts ở Hollywood vào tháng 1 năm 2019.

## Đời tư
Linh Nga từng yêu và kết hôn với Trần Văn Thuyết vào năm 2000. Hai người được xem là một trong những cặp đôi danh giá và quyền lực nhất tại Hà Nội vào thời điểm những năm 2000. Tuy nhiên, không lâu sau, Thuyết bị bắt và lĩnh án 20 năm tù giam vì có liên quan tới Năm Cam trong Vụ án Năm Cam và đồng phạm.
Sau này, khi mọi ồn ào đã qua đi, Linh Nga mới chia sẻ, thời điểm Thuyết bị bắt, Nga đã cố gắng bảo vệ cho tên tuổi của Thuyết. Cô đã hy sinh một khối tài sản của bản thân và của cả cha mẹ để nộp tiền khắc phục hậu quả xin giảm án cho Thuyết từ mức chung thân xuống còn 20 năm, nộp tiền cho ngân hàng để tránh bán phát mại tài sản của Thuyết. Sau khi đã hoàn thành những việc này, do nhiều hiềm khích từ phía anh chị em của Thuyết, Linh Nga đã để lại toàn bộ tài sản cho gia đình Thuyết quản lý và ra đi. Sau khi đã được giảm án, Thuyết quyết định gạch tên Linh Nga với tư cách là vợ trong sổ thăm nuôi và để tên vợ cũ vào, Linh Nga đã quyết định chia tay Thuyết. Cuộc tình của hai người chính thức tan vỡ. Trong bài phỏng vấn đăng tải trên các trang mạng những năm sau này, Thuyết vẫn thể hiện tình cảm và sự trân trọng dành cho Linh Nga, dành cho cô những lời đẹp nhất.
Tháng 7 năm 2015, Linh Nga trở lại Việt Nam và đã tạo nên một làn sóng dư luận trong nước. Tất cả các báo đều viết về cô, nhấn mạnh hai điều, cuộc tình của Linh Nga và Thuyết Buôn Vua, và việc cô về nước sản xuất phim. Trong thời gian này, Linh Nga thừa nhận, dù đã nhiều năm qua, tình yêu với Thuyết vẫn là mối tình lớn và đặc biệt nhất trong cuộc đời cô.

## Cuộc sống ở Mỹ
Tháng 7 năm 2015, Linh Nga chia sẻ thông tin về hai con gái. Bé đầu tên Anna Linh, bé thứ 2 tên Mary Linh. Cô cho biết đã ly hôn và làm mẹ đơn thân, nuôi dạy hai con và tập trung sản xuất phim và làm từ thiện.

## Nhầm lẫn do trùng tên
Nhiều người hay nhầm lẫn giữa hai nghệ sĩ cùng mang nghệ danh Linh Nga. Người còn lại là nghệ sĩ múa Đặng Linh Nga, sinh năm 1986, đi học múa tại Trung Quốc trở về và hiện đang sống tại Thành phố Hồ Chí Minh, Việt Nam.

## Phim tham gia
| Năm  | Phim                           | Vai trò                               | Phụ chú                                      |
| ---- | ------------------------------ | ------------------------------------- | -------------------------------------------- |
| 2019 | Space                          | Biên kịch, Đạo diễn, Nhà sản xuất     | Phim Tài liệu 90 phút - 9669Films, LLC       |
| 2018 | Inside this peace              | Biên kịch, Đạo diễn, Nhà sản xuất     | Phim Tài liệu 60 phút - 9669Films, LLC       |
| 2017 | What's the good of being good? | Biên kịch, Đạo diễn, Nhà sản xuất     | Phim hành động hài - 9669Films, LLC          |
| 2013 | Kỹ nghệ lấy Tây                | Diễn viên                             | Kịch nói Thúy Nga - Paris By Night           |
| 2012 | Số đỏ                          | Diễn viên                             | Kịch nói Thúy Nga - Paris By Night           |
| 2012 | Vstar Reunion                  | MC                                    | Vstar - Paris By Night                       |
| 2005 | Quỳnh                          | Biên kịch và Đạo diễn                 | Chính kịch.                                  |
| 2005 | Gió thiên đường                | Biên kịch và Đạo diễn                 | Chính kịch.                                  |
| 2005 | Vùng cửa sóng                  | Diễn viên chính                       | 3 tập - Đài Truyền hình Việt Nam             |
| 2005 | Đám cưới ở thiên đường         | Diễn viên chính                       | 5 tập - Đài Truyền hình Việt Nam             |
| 2005 | Mạnh hơn công lý               | Diễn viên chính                       | 10 tập - Đài Phát thanh - Truyền hình Hà Nội |
| 2002 | Xuôi ngược đường trần          | Biên kịch, Diễn viên chính, Đạo diễn. | Giải A phim truyền hình toàn quốc năm 2003.  |
| 2000 | Tiếng chuông đồng              | Diễn viên chính                       | 1 tập - Đài Truyền hình Việt Nam             |
| 2000 | Nụ cười người khác             | Diễn viên chính                       | 1 tập - Đài Truyền hình Việt Nam             |
| 2000 | Dây neo hạnh phúc              | Diễn viên chính                       | 3 tập - Đài Truyền hình Việt Nam             |
| 1999 | Đốm lửa biên thùy              | Diễn viên chính                       |                                              |
| 1999 | Ông bầu ca nhạc                | Diễn viên chính                       | 3 tập                                        |
| 1999 | Nụ cười vàng mã                | Diễn viên thứ chính                   |                                              |
| 1999 | Khoảng cách                    | Diễn viên thứ chính                   | 2 tập - Đài Truyền hình Việt Nam             |

## Giải thưởng & Vinh danh
| Năm  | Giải thưởng | Kết quả   |
| ---- | --- | --------- |
| 2019 | Huân chương danh dự tại Liên hoan Phim mang tầm ảnh hưởng 2019 (tiếng Anh: Impact DOCs Awards) cho phim "Inside this peace".                                                           | Đoạt giải |
| 2019 | Đề cử giải thưởng Phim Tài liệu xuất sắc tại Liên hoan Phim Hành động điện ảnh quốc tế 2019 (tiếng Anh: Action On Film International Film Festival 2019) cho phim "Inside this peace". | Đề cử     |
| 2019 | Giải thưởng Phim Tài liệu xuất sắc tại Liên hoan Phim California Women's Film Festival 2019 cho phim "Inside this peace".                                                              | Đoạt giải |
| 2005 | Sinh viên đạo diễn kỷ lục điểm của Trường Đại học Sân khấu và Điện ảnh Hà Nội năm 2006 với phim Quỳnh.                                                                                 |           |
| 2003 | Giải A cuộc thi phim truyền hình toàn quốc Việt Nam năm 2003 cho phim Xuôi ngược đường trần.                                                                                           | Đoạt giải |
| 1997 | Huy chương vàng tiếng hát sinh viên thủ đô Hà nội Việt Nam | Đoạt giải |
| 1990 | Huy Chương Vàng cuộc thi Tiếng Hát Thiếu Nhi Thành phố Nam Định. | Đoạt giải |

## Albums & Dvds

#### Albums
- Ngày ban mai (1999) (cùng nhóm 5 Dòng Kẻ)

#### Dvds
- Inside this peace, 2019 (Nhà sản xuất, biên kịch, đạo diễn) 9669Films, LLC
- What's the good of being good?, 2017 (Nhà sản xuất, biên kịch, đạo diễn) 9669Films, LLC
- Paris By Night 115: Asian Beauty - Nét đẹp Á Đông, 2015 (Người mẫu sản phẩm) Paris By Night
- Paris By Night 114: 1975-2015 Tôi là người Việt Nam, 2015 (Người mẫu sản phẩm) Paris By Night
- Paris By Night 113: Mừng Tuổi Mẹ, 2015 (Người mẫu sản phẩm) Paris By Night
- Paris By Night 112: Đông, 2014 (Người mẫu sản phẩm) Paris By Night
- Paris By Night 111: S, 2014 (Người mẫu sản phẩm) Paris By Night
- Vstar Union, 2013 (MC) Paris By Night
- Dumb Luck, 2012 (Diễn viên) Paris By Night
- Paris By Night 110: Phát Lộc Đầu Năm (Người mẫu sản phẩm) Paris By Night
- Paris By Night 109: VIP Party, 2013 (Người mẫu sản phẩm) Paris By Night
- Paris By Night 109: 30th Anniversary Celebration, 2013 (Người mẫu sản phẩm)Paris By Night
- Paris By Night 108: Thời Gian - Time, 2013 (Người mẫu sản phẩm) Paris By Night
- Paris By Night 107:Paris By Night 107: Nguyễn Ngọc Ngạn - 20 Năm Sân khấu (Người mẫu sản phẩm) Paris By Night
- Paris By Night 106: VIP Party, 2013 (Người mẫu sản phẩm) Paris By Night
- Paris By Night 105: Người Tình - The Lovers, 2012 (Người mẫu sản phẩm) Paris By Night
- Paris By Night 106: Lụa - Silk, 2012 (Người mẫu sản phẩm) Paris By Night
- Paris By Night 102: Nhạc yêu cầu - Tình Ca Lam Phương (Người mẫu sản phẩm) Paris By Night
- Paris By Night 101: Hạnh Phúc Đầu Năm (Người mẫu sản phẩm) Paris By Night
- Vùng cửa sóng, 2005 (Diễn viên) Đài Truyền hình Việt Nam
- Mạnh hơn công lý, 2005 (Diễn viên) Đài Truyền hình Hà Nội
- Xuôi ngược đường trần, 2003 (Biên kịch,đạo diễn, diễn viên) Đài Truyền hình Việt Nam
- Ai khổ vì ai: Phi Nhung Video Nhạc & Karaoke, 1998 (B00BTGATRI) (Người mẫu)